# Ehud Netzer
Ehud Netzer (אהוד נצר en hébreu) est un archéologue israélien, né le 13 mai 1934 et  mort le 28 octobre 2010.

## Biographie
Il meurt en 2010 à la suite d'une chute sur le site d'Hérodion. Il s'appuya sur un support en bois au site du trône qui s'affaisse[Quoi ?]. Il tombe et roule d'en haut du monument jusqu'au stade en bas. Il souffre pour trois jours quand il succombe à ses blessures le 28 octobre 2010 au centre médical Hadassah.

## Publications
- The architecture of Herod, the great builder, Mohr Siebeck, Tübingen 2006 (Texts and studies in ancient Judaism, Bd. 117)
- The Hebrew University excavations at Sepphoris during the years 1992-1996, Qadmoniot, No. 113, pp. 2–21, 1997
- « Architectural development of Sepphoris during the Roman and Byzantine Periods », In: Archaeology and the Galilee: Texts and Contexts, pp. 117–130, 1997
- Promise and Redemption: A Synagogue Mosaic from Sepphoris, Jerusalem, Israel Museum, 44 pp., 1996
- « New evidence for Late Roman and Byzantine Sepphoris », In: The Roman and Byzantine Near East: Recent Archaeological, 1995, pp. 162–176, Zippori, Jerusalem, Israel Exploration Society, 71 pp., 1994
- « Byzantine mosaics at Sepphoris: New finds », Israel Museum Journal, No. 10, pp. 75–80, 1992
- The Palaces of the Hasmoneans and Herod the Great, Yad Ben-Zvi, 2001
- The Architecture of Herod, the Great Builder, Baker Academic, 2008